# Перевали
Перева́ли — село в Україні, у Турійській селищній громаді Ковельського району Волинської області. Населення становить 373 особи.
В селі розташований Свято-Успенський храм. 13 березня 2019 року громада разом з храмом приєдналася до Православної Церкви України.

## Історія
У 1906 році село Олеської волості Володимир-Волинського повіту Волинської губернії. Відстань від повітового міста 29 верст, від волості 12. Дворів 73, мешканців 404.
12 червня 2020 року, відповідно до розпорядження Кабінету Міністрів України № 708-р «Про визначення адміністративних центрів та затвердження територій територіальних громад Волинської області», увійшло до складу Турійської селищної територіальної громади.
19 липня 2020 року, в результаті адміністративно-територіальної реформи та ліквідації Турійського району, село увійшло до новоутвореного Ковельського району. 

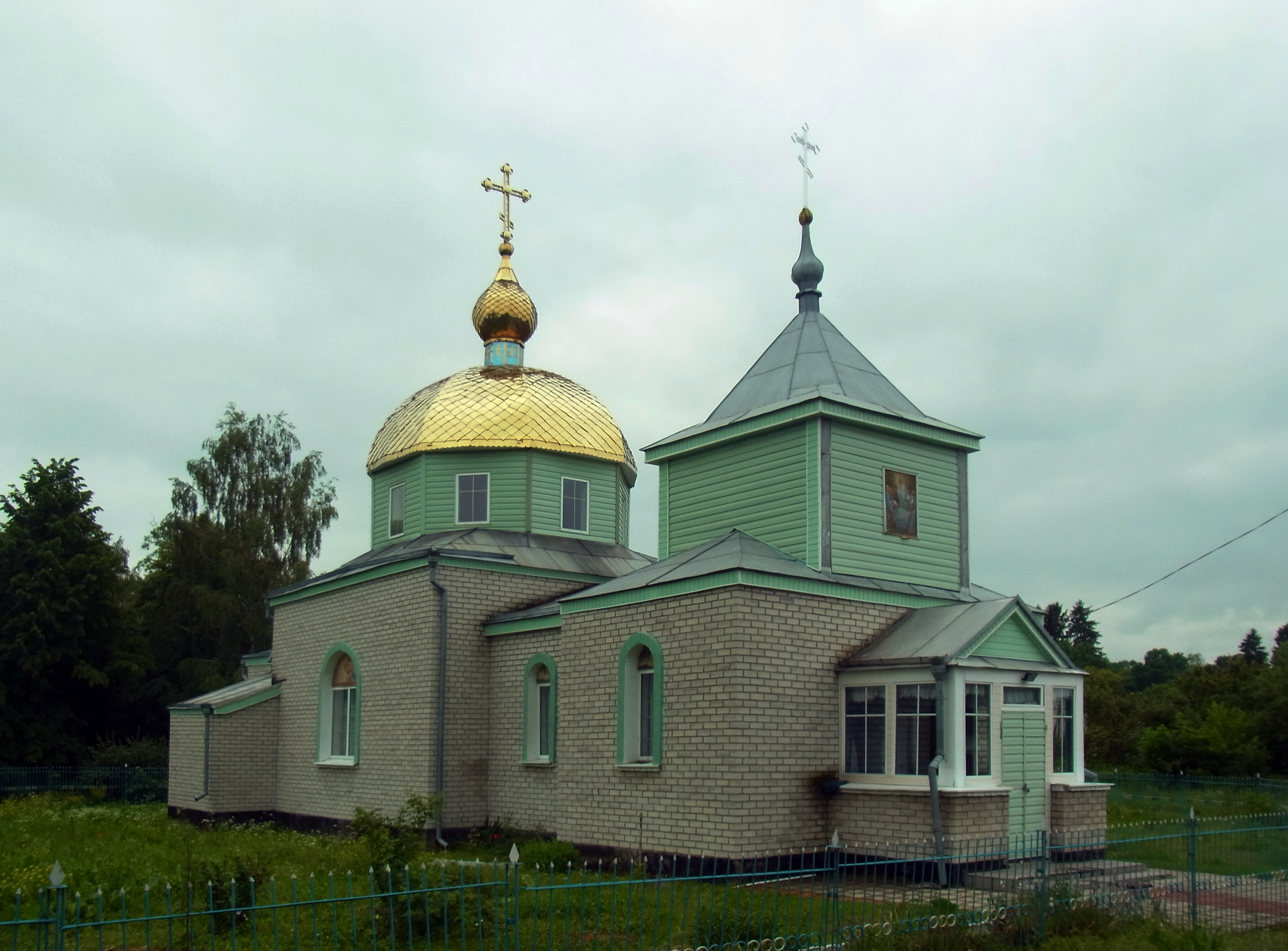
Perevaly Turiyskyi Volynska-Church of the Assumption-north-east view

## Населення
Згідно з переписом УРСР 1989 року чисельність наявного населення села становила 401 особа, з яких 178 чоловіків та 223 жінки.
За переписом населення України 2001 року в селі мешкали 373 особи. 100 % населення вказало своєю рідною мовою українську мову.

## Персоналії
- Каліщук Олександр Пилипович —  український композитор, поет-пісняр, збирач фольклору, диригент.
- Сакидон Сидір Йосипович — український перекладач.